# Bill McGill
Bill McGill (San Angelo, Texas, 16 de septiembre de 1939 - 11 de julio de 2014) fue un jugador de baloncesto estadounidense que jugó durante 3 temporadas en la NBA y otras dos en la ABA. Con 2,03 metros de altura lo hacía en la posición de ala-pívot.

## Trayectoria deportiva

### Universidad
Jugó durante 4 temporadas con los Utes de la Universidad de Utah, en las que promedió 27 puntos y 12,7 rebotes por partido.

### Profesional
Fue elegido en la primera posición del Draft de la NBA de 1962 por Chicago Zephyrs, donde apenas contó con oportunidades en su primera temporada. El equipo se desplazó a Baltimore, pasando a denominarse Baltimore Bullets, donde sólo jugó 6 partidos, acabando la temporada en New York Knicks. En la temporada 1964-65 juega un puñado de partidos con Seattle Supersonics y Los Angeles Lakers, donde en ninguno de los dos equipos cuentan con él.
Tras un parón de 3 años prueba suerte en la ABA, fichando por Denver Rockets en 1968, haciendo una aceptable temporada. Sin embargo, al año siguiente, su último como profesional, se repartió entre tres equipos diferentes. En el total de su carrera promedió 10,5 puntos y 4,4 rebotes por partido. En 6 años como profesional jugó en 9 equipos diferentes.